# Oplurus cyclurus
Oplurus cyclurus є видом ящірок родини Opluridae. Це ендемік Мадагаскару. Це дерево і має переважно комахоїдний раціон. Його розмноження приурочене до сезону дощів.

## Опис
Oplurus cyclurus зовнішнім виглядом схожий на Oplurus cuvieri; тому ці два види можна легко сплутати. Oplurus cyclurus трохи менший за Oplurus cuvieri, обидва мають характерний великий остистий хвіст. Жоден вид не має спинного гребеня. Oplurus cyclurus має темно-коричневу або чорну смугу навколо шиї та подібні більш бліді плями на спині.

## Поширення й екологія
O. cyclurus здебільшого деревний, живе в колючих лісах південного та південно-західного Мадагаскару.